# Open (musikalbum)
Open är ett musikalbum från 1998 av jazzsångerskan Lina Nyberg med till stora delar eget material.

## Låtlista
Text och musik av Lina Nyberg om inget annat anges.
1. Sweet Disaster – 3:57
2. At Last – 3:36
3. Photograph (Antônio Carlos Jobim/Ray Gilbert) – 4:46
4. Reveal Me – 3:13
5. Let Go – 5:43
6. Trial – 5:41
7. Somewhere in the Hills (Antônio Carlos Jobim/Ray Gilbert) – 5:12
8. Remembrance – 4:05
9. Request – 4:53
10. Another Spring – 2:46
11. The Nearness of You (Hoagy Carmichael/Ned Washington) – 6:45
12. I Write – 3:38
13. To Say Goodbye (Edu Lobo/Lani Hall) – 2:50
14. The Poem (Lina Nyberg/Erik Hermelin) – 2:06

## Medverkande
- Lina Nyberg – sång
- Anders Persson – piano
- Palle Danielsson – bas
- Anders Kjellberg – trummor
- Göran Klinghagen – gitarr
- Joakim Milder – tenorsaxofon
- Fredrik Ljungkvist – tenorsaxofon
- Henrik Frendin – viola